# Marcus Godinho
Marcus Godinho (Toronto, 28 de junio de 1997) es un futbolista canadiense. Juega como defensor y milita en el Degerfors IF de la Allsvenskan.

## Biografía
Es hijo de padres portugueses, su padre es de Terceira, mientras que su madre es de Peniche. A los 5 años comenzó a jugar en North York Azzuri.
A los 17 años debutó en la selección juvenil de Canadá de la mano de Robert Gale.

## Clubes
| Club                           | País     | Año       |
| ------------------------------ | -------- | --------- |
| Toronto FC II                  | Canadá   | 2015      |
| Vaughan Azzurri                | Canadá   | 2016      |
| Heart of Midlothian F. C.      | Escocia  | 2016-2019 |
| Berwick Rangers F. C. (cedido) | Escocia  | 2017      |
| FSV Zwickau                    | Alemania | 2019-2021 |
| Vancouver Whitecaps FC         | Canadá   | 2021-2022 |
| Korona Kielce                  | Polonia  | 2023-2025 |
| Degerfors IF                   | Suecia   | 2025-     |